# جيري جرينسبان
جيري جرينسبان (بالإنجليزية: Jerry Greenspan)‏ مواليد 22 نوفمبر 1941 في نيوآرك، هو لاعب كرة سلة أمريكي معتزل. بدأ مسيرته الاحترافية في سنة 1963. تم اختياره من قبل فريق فيلادلفيا سفنتي سيكسرز خلال الدرافت. لعب في الرابطة الوطنية لكرة السلة. حمل الرقم 22. يبلغ طوله 6 قدم 5 بوصة (2.0 م). اعتزل اللعب في 1965.

## روابط خارجية
- جيري جرينسبان على موقع إن بي أي (الإنجليزية)
- جيري جرينسبان على موقع سبورتس رفرنس (الإنجليزية)
- جيري جرينسبان على موقع كلية كرة السلة في سبورتس رفرنس.كوم (الإنجليزية)
- جيري جرينسبان على موقع ريلجم (الإنجليزية)
- جيري جرينسبان على موقع بروبوليرز (الإنجليزية)